# Die Jetsons
Die Jetsons ist eine Zeichentrickserie, die ab 1962 von den Hanna-Barbera-Studios produziert wurde.

## Inhalt
Hauptfiguren sind Vater George, Mutter Jane, Teenie-Tochter Judy, Sohn Elroy, Haushund Astro, Roboter-Gehilfin Rosie sowie der Chef von George, Mr. Spacely und dessen Konkurrent Cogswell. In den späteren Folgen gesellt sich das Weltraumwesen Orbitty hinzu.
Die Jetsons verfügen zwar dank des technischen Fortschritts über Roboter, eine zusammenklappbare fliegende Untertasse und intelligente Computer, doch die menschlichen Probleme haben sich nicht verändert. Lediglich George Jetson muss nur noch dreimal drei Stunden pro Woche arbeiten.

## Personen
George Jetson
ist treusorgender Familienvater, Oberhaupt und zugleich Brötchenverdiener der Familie Jetson. Er arbeitet als leitender Angestellter in der Firma von Mister
Spacely und ist dort unter anderem für die Verwaltung des Lagers zuständig. Von seinem Wesen her ist er leicht tollpatschig und einfältig und neigt daher gelegentlich 
auch zu unüberlegtem Handeln. Andererseits liegt ihm aber seine Familie sehr am Herzen und er möchte, dass es sowohl seiner Frau als auch seinen Kindern gut geht.
Jane Jetson
ist die Mutter der Familie Jetson. Sie ist von ihrem Wesen her sehr liebevoll und daher ebenfalls sehr auf das Wohl ihres Mannes und ihrer Familie bedacht.
Sie ist größtenteils damit beschäftigt, ihrem Mann zur Seite zu stehen sowie an ihrem Aussehen zu arbeiten, da sie sich dank der vielen technischen Errungenschaften
auch nicht mehr so sehr um den Haushalt kümmern muss. Immer wieder stellt sich heraus, dass sie daher auch viele Fähigkeiten im Haushalt gar nicht erlernt hat,
Kochen kann sie zum Beispiel fast gar nicht.
Judy Jetson
ist die Teenie-Tochter der Familie und, jedenfalls nach ihren eigenen Angaben, eines der beliebtesten (oder sogar das beliebteste) Mädchen der Schule.  Daher ist sie auch 
bei den Jungs heiß begehrt und darauf bedacht, diesen zu gefallen. 
Elroy Jetson
ist Judys jüngerer Bruder. Er ist ein sehr intelligenter Bastler und Tüftler, erfindet immer wieder neue Sachen oder konstruiert
auch mit Hilfe seines Vaters oder anderen Personen verschiedene Roboter. Ansonsten ist er auch sehr aufgeweckt und vielseitig interessiert.
Astro
ist der Familienhund der Jetsons. Abgesehen von der Tatsache, dass er sprechen kann, ist er ein ganz normaler Hund, der sein Herrchen immer freudig begrüßt, 
Katzen nicht mag und nicht immer aufs Wort hört. 
Rosie
ist der Haushalts-Roboter der Familie.
Orbitty
ist ein sehr seltenes kleines außerirdisches Wesen mit sehr gutmütigem und liebevollen Charakter, das zu Beginn der 2. Staffel zur Familie Jetson stößt, nachdem Elroy einen vermeintlichen Stein von einem Klassenausflug mit nach Hause gebracht hat, der sich aber später als Ei herausstellt, aus dem Orbitty schlüpft. Er hat anstatt Beine Spiralen, mit denen er sehr hoch und schnell springen kann, außerdem verändert er seine Farbe, je nachdem wie seine Gefühlslage ist. Ansonsten ist er ein sehr intelligentes Wesen, das auch in der Lage ist, defekte Geräte zu reparieren, was er gleich zu Beginn seines Daseins bei den Jetsons unter Beweis stellt, da er den Fernseher und die Rasiermaschine von George repariert. 
Mr. Spacely
ist Chef und Eigentümer der Firma, in der George arbeitet. Er ist ein sehr kleiner, jähzorniger und launischer Mann mit über die Glatze gelegten Strähnen, der George oftmals für seine Zwecke instrumentalisiert, ihm sogar verspricht Vize-Präsident der Firma zu werden, und ihn auch in regelmäßigen Abständen feuert, jedoch am Ende immer wieder einstellt. Sein Vorname lautet Cosmo.
Henry
ist der Hausmeister des Apartmenthauses, in dem die Familie Jetson lebt. Er steht vor allem für die Lösung diverser technischer Probleme immer zur Verfügung.

## Produktion und Veröffentlichung
Die Serie wurde 1962 unter der Leitung von William Hanna und Joseph Barbera produziert. Die Musik stammt von Hoyt Curtin. Die Serie wurde vom 23. September 1962 bis zum 3. März 1963 von ABC ausgestrahlt. Ab dem 23. Februar 1970 wurden die Folgen in den ARD-Regionalprogrammen gezeigt, Ende der 1980er Jahre auf RTL Television. Nach 2000 wurde die Serie beim Pay-TV-Sender Boomerang wiederholt. Sie wurde außerdem unter anderem ins Spanische, Niederländische und Finnische übersetzt. 
1984 bis 1987 entstanden weitere Folgen der Serie, bei deren Produktion Toei Animation mitwirkte. In einem TV-Special treffen die Jetsons per Zeitreise in die Steinzeit auf ihre „Urahnen“, die Familie Feuerstein. Für das Kino wurde 1990 ein Zeichentrickfilm produziert. Das Drehbuch für den Film schrieb Dennis Marks, Regie führten Hanna und Barbera.
In den Jahren 1971 und 1972 veröffentlichte der Neue Tessloff-Verlag eine Adaption als Comic in 21 Heften.

## Synchronsprecher
René Auberjonois, bekannt als Odo aus Star Trek: Deep Space Nine, hatte in der Serie seine erste Synchronsprecherrolle. Die deutsche Synchronfassung entstand bei Telesynchron Filmgesellschaft unter der Regie von Jürgen Kluckert und nach Dialogbüchern von Ralph Beckmann. Beim Film war 1990 Lutz Riedel für Buch und Regie verantwortlich. Das Studio war Berliner Synchron.
| Rolle             | Englischer Sprecher | Deutscher Sprecher (Serie)                                                              | Deutscher Sprecher (Kinofilm) |
| ----------------- | ------------------- | --------------------------------------------------------------------------------------- | ----------------------------- |
| George Jetson     | George O’Hanlon     | Walter von Hauff (1. Stimme) Gudo Hoegel (2. Stimme) Michael Pan (3. Stimme)            | Andreas Mannkopff             |
| Jane Jetson       | Penny Singleton     | Katharina Lopinski (1. Stimme) Eva Kinsky (2. Stimme) Katarina Tomaschewsky (3. Stimme) | Liane Rudolph                 |
| Judy Jetson       | Janet Waldo         | Inez Günther (1. Stimme) Melanie Hinze (2. Stimme)                                      | Caroline Ruprecht             |
| Elroy Jetson      | Daws Butler         | Christian Weygand (1. Stimme) Michael Habeck (2. Stimme) Sven Plate (3. Stimme)         | Timm Neu                      |
| Astro             | Don Messick         | Gernot Duda (1. Stimme) Jürgen Kluckert (2. Stimme)                                     | Edgar Ott                     |
| Orbitty           | Frank Welker        |                                                                                         | –                             |
| Rosie             | Jean Vander Pyl     | Anita Höfer (1. Stimme) Christel Merian (2. Stimme)                                     | Christel Merian               |
| Mr. Cosmo Spacely | Mel Blanc           | Michael Rüth (1. Stimme) Alexander Herzog (2. Stimme)                                   | Joachim Cadenbach             |
| Rudy 2            | Ronnie Schell       | –                                                                                       | Joachim Röcker                |
| Lucy 2            | Patti Deutsch       | –                                                                                       | Margot Rothweiler             |
| Teddy 2           | Dana Hill           | –                                                                                       | Florian Kiesel                |
| Apollo Blue       | Don Messick         | –                                                                                       | Simon Jäger                   |
| Bertie Furbelow   | Brad Garrett        | –                                                                                       | Walter Tschernich             |
| Gertie Furbelow   |                     | –                                                                                       | Eva-Maria Werth               |